# Alex Wright (Fußballspieler, 1925)
Alexander Mason „Alex“ Wright (* 18. Oktober 1925 in Kirkcaldy; † 15. März 1999 ebenda) war ein schottischer Fußballspieler. Der Halbstürmer war im erweiterten Kader der Mannschaft von Tottenham Hotspur, die in der Saison 1950/51 die englische Meisterschaft gewann, blieb aber mit nur zwei Einsätzen zumeist Ersatzspieler.

## Sportlicher Werdegang
Wright begann die fußballerische Karriere in der schottischen Heimat. Zur ersten Profistation wurde dann der Erstligist Hibernian Edinburgh, der Wright von den Bowhill Rovers verpflichtete. Auf dem Weg zur Vizemeisterschaft in der Saison 1946/47 wurde er jedoch nicht nennenswert berücksichtigt und so suchte er ab August 1947 beim englischen Zweitligisten FC Barnsley sein Glück. In den Jahren zwischen 1947 und 1950 empfahl sich der Halbstürmer mit einer guten Torausbeute von 31 Treffer aus 84 Ligapartien für höhere Aufgaben. So wechselte er im September 1950 zu Tottenham Hotspur, das kurz zuvor in die höchste englische Spielklasse aufgestiegen war.
Der Neuzugang diente in erster Linie als „Backup“ für die etatmäßigen Angreifer der Spurs und so blieb sein Beitrag zum überraschenden Gewinn der englischen Meisterschaft 1951 mit nur zwei Einsätzen Anfang März 1951 mager, wobei er bei seinem Debüt gegen den FC Chelsea (2:1) ein Tor beisteuerte. Darüber hinaus kam er als primärer Ersatz für Mittelstürmer Len Duquemin nicht mehr zum Zug. Im August zog er bereits weiter zum Drittligisten Bradford Park Avenue, der von Vic Buckingham trainiert wurde, und der selbst bis 1949 für Tottenham gespielt hatte.
In Bradford belegte Wright mit seinem Team zumeist einen Mittelfeldplatz und absolvierte in vier Jahren 125 Ligaspiele, bevor er in seine schottische Heimat zurückkehrte. Beim FC Falkirk ließ er seine Profilaufbahn bis 1959 ausklingen und feierte 1957 mit dem Gewinn des schottischen Pokals den größten Erfolg im Herbst seiner Karriere. Im Alter von 73 Jahren verstarb er im März 1999 in seiner Geburtsstadt Kirkcaldy.

## Titel/Auszeichnungen
- Schottischer Pokal: 1957